# Süddeutsches Eisenbahnmuseum Heilbronn

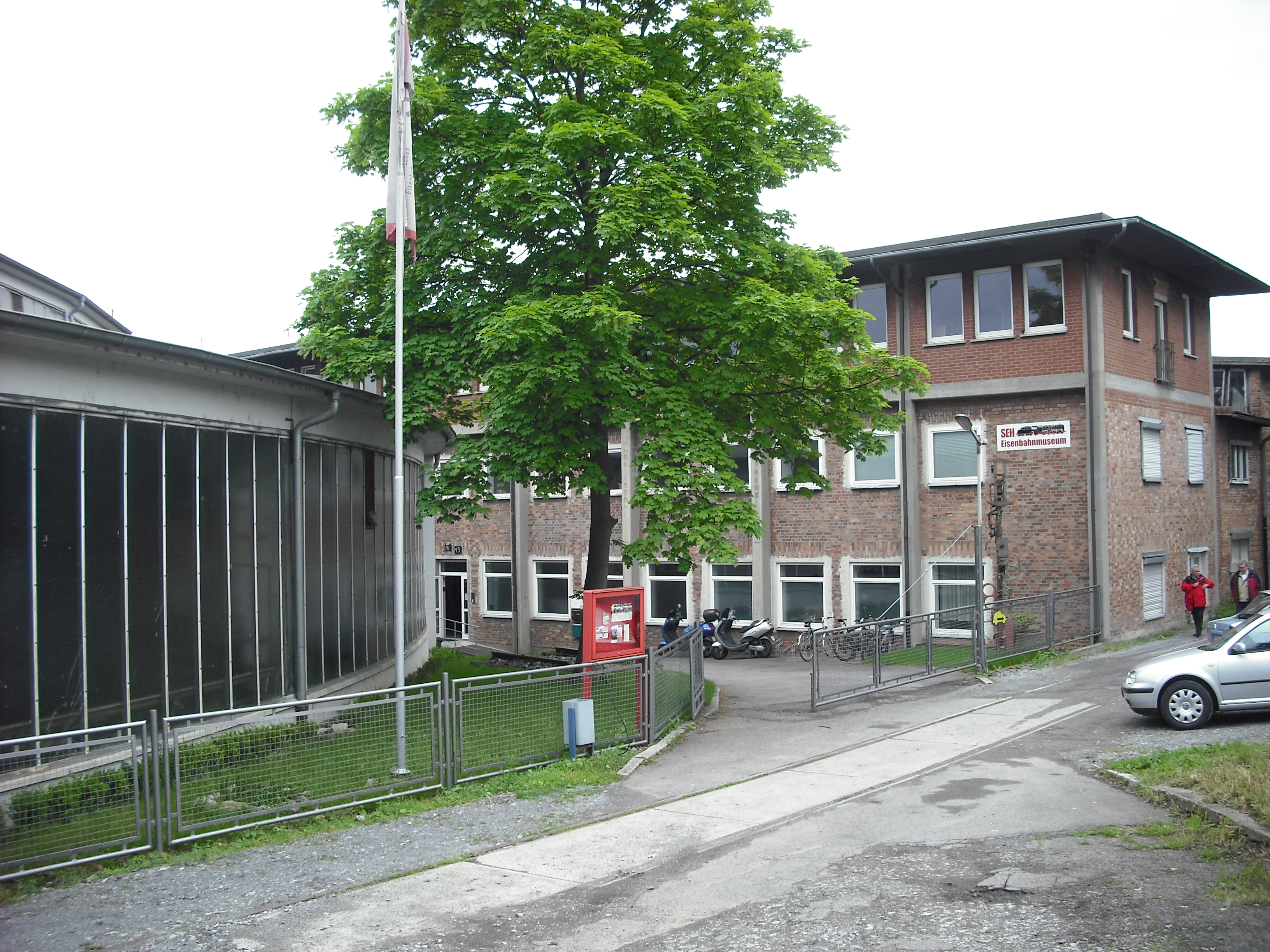
Am Zugang

Das Süddeutsche Eisenbahnmuseum Heilbronn (SEH) war ein Eisenbahnmuseum im Heilbronner Stadtteil Böckingen auf dem Gelände des ehemaligen DB-Bahnbetriebswerks Heilbronn. Der Trägerverein Süddeutsches Eisenbahnmuseum Heilbronn e. V. betrieb das Museum. Auf diese Weise sollten das zum Teil denkmalgeschützte Gelände, die dort untergebrachten historischen Eisenbahnfahrzeuge und die dazugehörende Infrastruktur erhalten und der Allgemeinheit zugänglich gemacht werden. Das Museum ist seit 2020 geschlossen. Nach einem Urteil des Oberlandesgerichts Stuttgart musste das Gelände bis zum 31. Januar 2025 geräumt und an die Eigentümerin herausgegeben werden.

## Das Museum

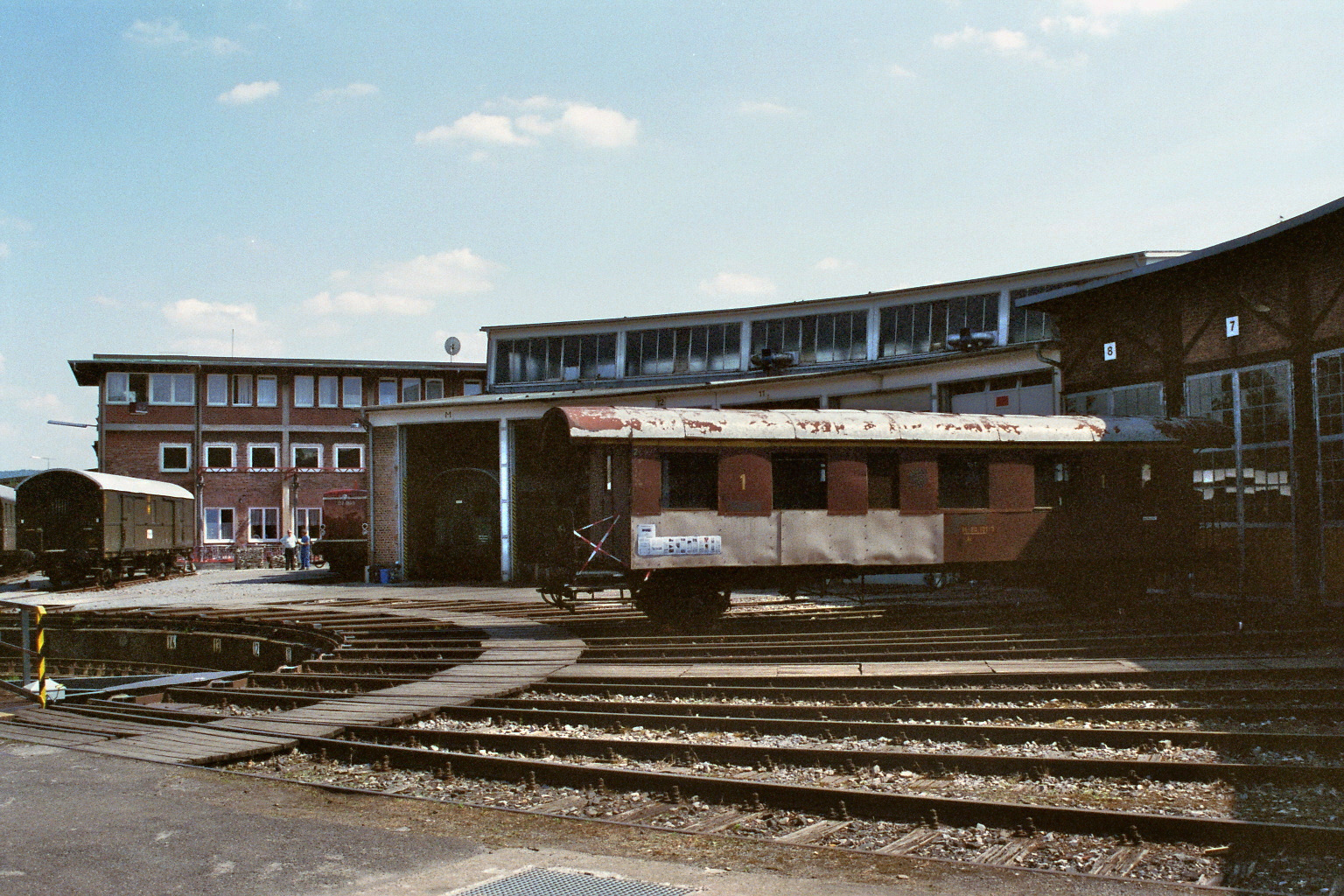
Das Gelände des SEH: Links befindet sich die ehemalige Lokleitung, dahinter schließt die Wagenhalle an. in der Mitte ist der Neubaubereich des Ringlokschuppens, rechts daneben der denkmalgeschützte Altbaubereich aus der Zeit der K.W.St.E.

Das ehemalige Bahnbetriebswerk Heilbronn wurde 1893 von den Königlich Württembergischen Staats-Eisenbahnen in Betrieb genommen und im Jahre 2000 durch den Trägerverein zu musealen Zwecken übernommen. Das Museum verfügte über rund 80 Exponate (Wagen und Lokomotiven). Auf dem Gelände befindet sich ein Ringlokschuppen mit funktionierender Drehscheibe sowie eine große Wagenhalle. Diese Gebäude stehen unter Denkmalschutz. Es können dort Dampf- und Diesellokomotiven gewartet und versorgt werden. Letzter Pächter des Eisenbahnmuseums war der UEF Historischer Dampfschnellzug e. V.
Die aktiven ehrenamtlich tätigen Mitglieder des Trägervereins restaurierten Lokomotiven sowie Wagen aus der Zeit von 1895 bis in die fünfziger Jahre. Nebenbei wurde auch am Ringlokschuppen von 1893 gearbeitet, dem letzten im Originalzustand erhaltenen Ringlokschuppen aus der Zeit der Königlich Württembergischen Staatseisenbahn.

## Fahrzeuge des Museums
Hier eine kurze Übersicht über die ehemals vorhandenen Lokomotiven und Wagen, eine ausführliche Beschreibung der vorhandenen Fahrzeug-Exponate fand sich auf der Website des Vereins.

### Dampflokomotiven

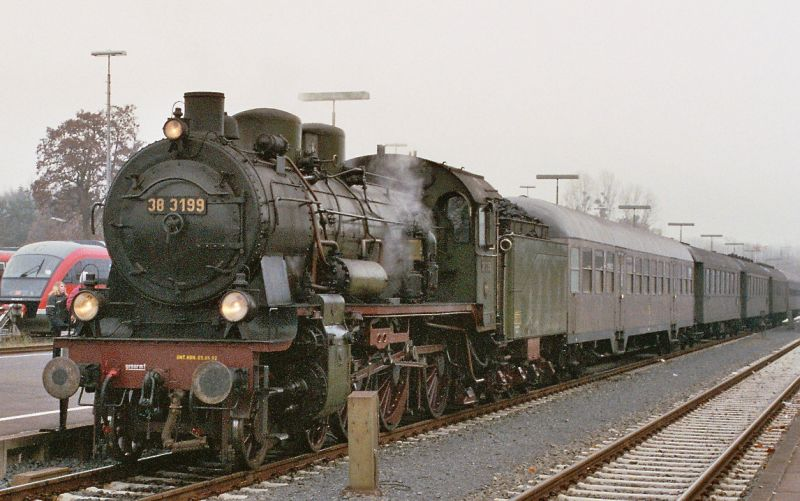
Die P 8 des SEH bei der Nikolaus-Sonderfahrt zum Weihnachtsmarkt nach Michelstadt am 11. Dezember 2004, aufgenommen beim Halt in Miltenberg

Zu sehen waren Lokomotiven der Baureihe 0110, der Baureihe 44, der Baureihe 50, der Baureihe 80  sowie mehrere Industriedampflokomotiven. Star der Sammlung war die aus Rumänien zurückgekaufte und betriebsfähig aufgearbeitete Preußische P 8 mit der Nummer 38 3199. Sie wurde 2021 an das Bayerische Eisenbahnmuseum Nördlingen, ebenso wie die 80 014, verkauft. Die dem Großbrand vom 17. Oktober 2005 in Nürnberg-Gostenhof zum Opfer gefallenen Loks 86 457 und 23 105 waren ebenfalls beim SEH untergebracht. Die 23 105 wurde bis 2010 äußerlich aufgearbeitet, danach wurde bei 86 457 mit der optischen Aufarbeitung begonnen und diese 2011 abgeschlossen.
Von einer Preußischen T 9.3, einer Unterbauart der Preußischen T 9, ist nur noch der Torso erhalten. Zerlegt sind die Tenderlokomotiven Württembergische T 3 und Preußische 9.1, die aber nach und nach wieder aufgebaut werden sollten.
Neben den Fahrzeugen vom SEH waren auch betriebsfähige Dampflokomotiven, beispielsweise die 01 1066 der Ulmer Eisenbahnfreunde, hier stationiert. Der Rundschuppen wurde auch von anderen Eisenbahnvereinen zur Wartung und Reparatur ihrer Dampflokomotiven genutzt.

### Diesellokomotiven

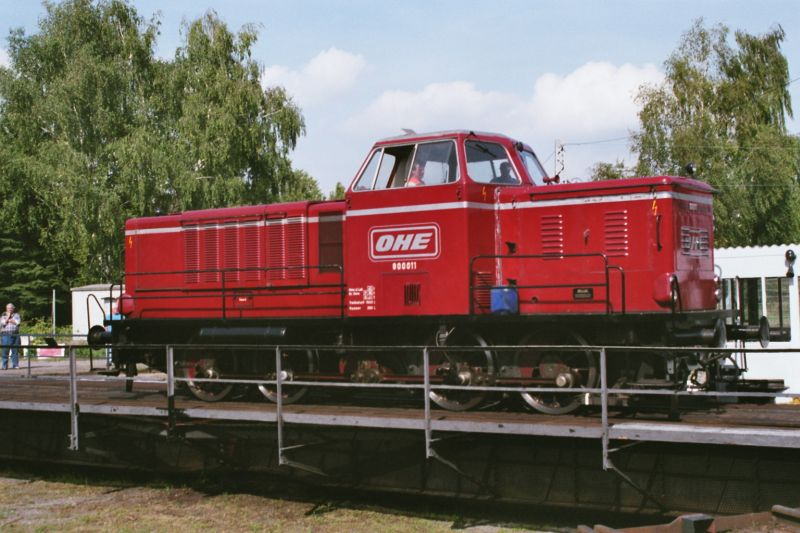
Die MaK 800 D während des BR-01-Treffens am 11. September 2004 auf der Drehscheibe des SEH

Ausgestellt waren unter anderem Lokomotiven der Baureihe 221, der Baureihe 360 und eine der Baureihe 265 ähnliche Mak 800 D. Diese robuste MaK-Stangendiesellok ist nicht betriebsfähig, sollte aber wieder für Überführungen und Werkbahneinsätze in ganz Deutschland genutzt werden.
Außerdem waren mehrere Kleinlokomotiven im Bestand und Betrieb des SEH. So die beiden Köf 4714 und 4715 Baujahr 1934 von Krauss–Maffei in München.

### Elektrolokomotiven
Das SEH hatte auch eine Lok der Baureihe E 63 in seine Obhut genommen.

### Wagen
Es entstand eine Sammlung wertvoller preußischer Reisezugwagen, die jedoch noch aufgearbeitet werden musste, da sie, bevor sie vom SEH gekauft wurden, lange Jahre im Freien standen und dort verfielen.
In der Wagenhalle wurde auch der historische Salonwagen des letzten Kronprinzen von Preußen gezeigt.

Eisenbahnfahrzeuge in dem Stadium, wie sie beim SEH ankommen
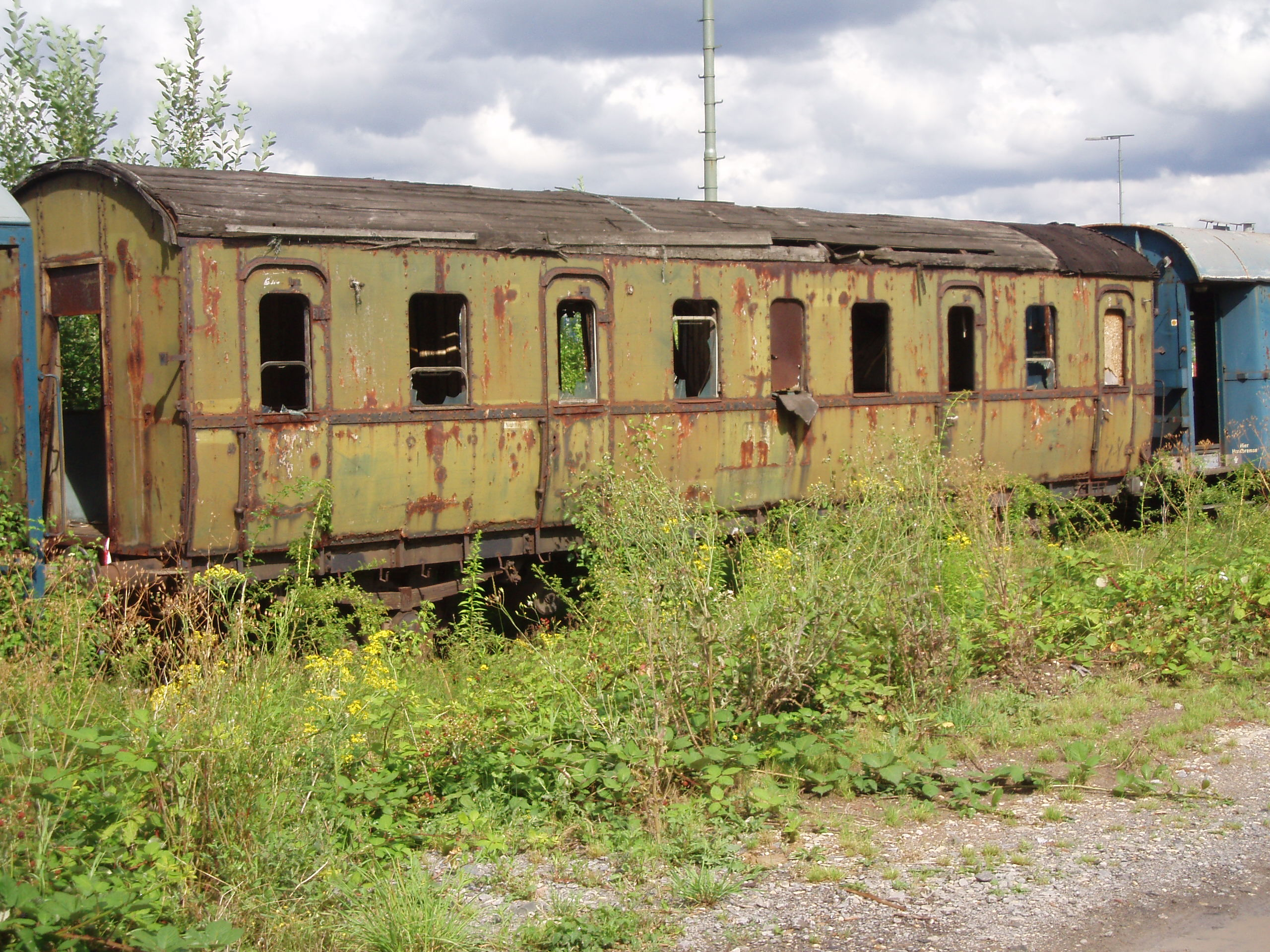
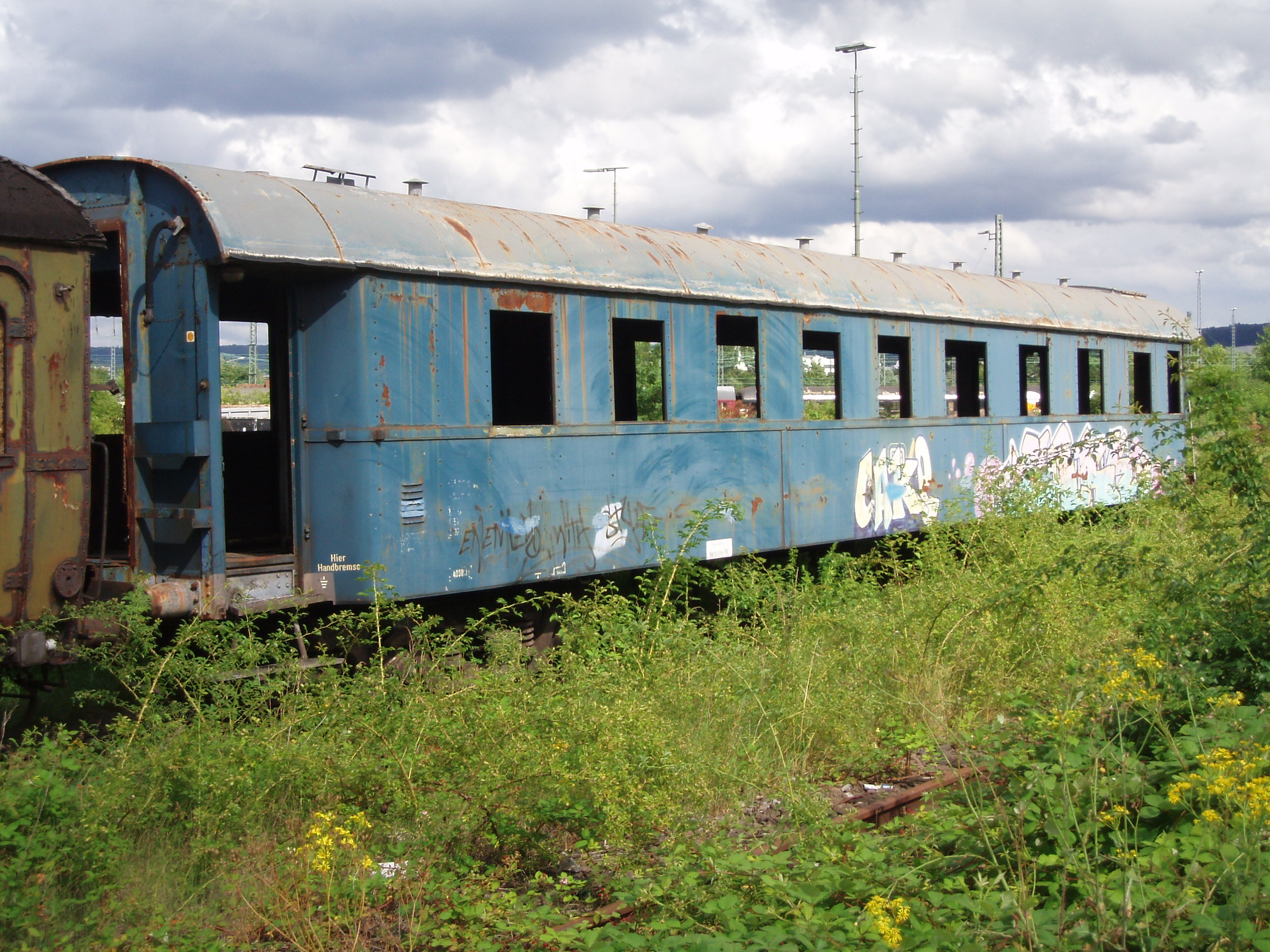
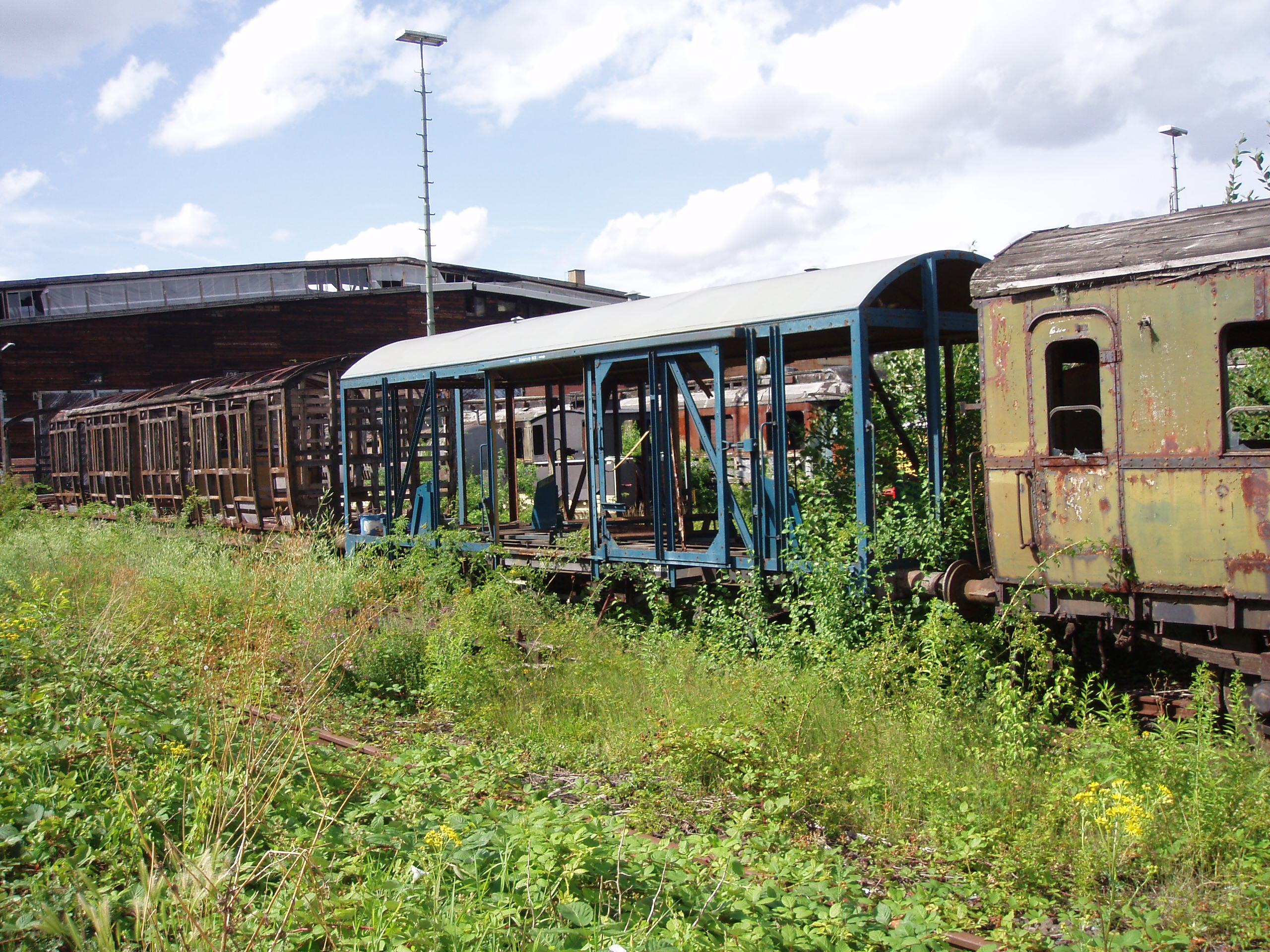

## Modelleisenbahn
Vorhanden war außerdem eine Modelleisenbahnanlage in Spur 1 (Maßstab 1:32). Fahrtage waren in der Regel die letzten Sonntage eines Monats während der Saison von März bis Oktober.

## Öffnungszeiten und jährliche Veranstaltungen
An den Wochenenden und Feiertagen zwischen März und Oktober war das Museum für Besucher geöffnet. Größere Veranstaltungen waren im Mai die Dampftage und im September das Dampflokfest, das mit einem Modellbahntreffen der Spur 1 kombiniert wurde. Dabei wurden fahrfähige Anlagen und Module gezeigt oder vorgeführt sowie Artikel für die Spur-1-Modellbahn zum Kauf angeboten.

## Mitwirkung bei Filmen
Die Bühnenbildnerin Patrizia von Brandenstein wählte nach einer Besichtigung beim SEH die P 8 und den preußischen Durchgangszug-Wagen CCü des Museums als Requisiten für den Film Ein russischer Sommer aus. Die Inneneinrichtung des vierachsigen Wagens wurde nach ihren Plänen umgestaltet. Einige Szenen des Films spielen in dem Wagen. Die P 8 wurde während der Dreharbeiten von Vereinsmitgliedern betreut und gefahren. Sie tritt im Film allerdings nur am Rande in Erscheinung, obwohl sie den Zug führt, mit dem Gräfin Sofia Tolstoi unterwegs zu ihrem sterbenden Mann ist.